# Hirtella tentaculata
Hirtella tentaculata är en tvåhjärtbladig växtart som beskrevs av Eduard Friedrich Poeppig. Hirtella tentaculata ingår i släktet Hirtella och familjen Chrysobalanaceae. Inga underarter finns listade i Catalogue of Life.